# John Charles Reynolds
John Charles Reynolds (1 de junio de 1935 - 28 de abril de 2013) fue un informático, físico y profesor estadounidense especializado en las ciencias de la computación y los sistemas de información.

## Biografía
Reynolds estudió primero en la Universidad Purdue, para luego graduarse en la Universidad de Harvard, obteniendo el título de doctor en Física teórica en 1961. De 1970 a 1986 fue profesor de ciencias de la información en la Universidad de Siracusa, y posteriormente profesor de ciencias de computación en la Universidad Carnegie Mellon. Fue invitado como profesor visitante por otros centros académicos como la Universidad de Aarhus en Dinamarca, la Universidad de Edimburgo, el Colegio Imperial de Londres y la Universidad de Londres. Ganó la Medalla J. Lawrence Smith en 1967.